# 让他走
是2020年上映的美国新西部片，改编自拉里·沃森2013年出版的同名小说，由托马斯·贝鲁佐执导、编剧，黛安·蓮恩、凯文·科斯特纳、莱斯莉·曼维尔、凯莉·卡特、威尔·布里顿和杰弗里·多诺万演出。
影片由焦点影业发行，2020年11月6日在全美影院上映。

## 剧情
1961年，蒙大拿州，退休警长乔治·布莱克利奇与妻子玛格丽特、儿子詹姆斯、儿媳洛娜、孙子吉米在牧场生活。一天下午，玛格丽特看到詹姆斯的马自己跑了出去，觉得大事不妙。乔治来到森林里，在小溪边找到詹姆斯的遗体，是摔下马扭断脖子死的。
1963年，洛娜与男友唐尼·韦博伊再婚。洛娜并没有多爱唐尼，但为了儿子吉米能有依靠，不得不忍下去。一天下午外出买东西的时候，玛格丽特看到洛娜、唐尼和吉米在拿冰激淋。吉米甩开唐尼的手，唐尼反而更为用力地抓住他的手臂。此时洛娜走了过来，唐尼打了她。后来玛格丽特来洛娜一家，不料房东说三个人已经搬走了。玛格丽特觉得要把孙子吉米带走，于是回到家中收拾行囊，带上不情愿的丈夫乔治一同前往。
乔治和玛格丽特找当地的警长寻找线索，对方指引他们去北达科他州。在北达科他州，夫妻俩找到和唐尼熟稔的店主，店主建议他们去格拉德斯通看一看。乔治惊讶地发现玛格丽特把他的枪带了过来，问及原因，她便说自己十分需要用枪。旅程途中，夫妇俩碰到印第安土著彼得·德拉斯沃尔夫。彼得向两人提供晚饭及过夜的温暖地方，还答应带他们见唐尼的叔叔比尔。
第二天早上，乔治和玛格丽特去见比尔。比尔跟老母亲布兰琪说乔治夫妇来的事情，布兰琪说自己也想去见见。乔治夫妇与布兰琪的交谈一开始很顺利，后来洛娜和吉米回到家，布兰琪开始露出本来面目，对乔治夫妇粗言相向，还跟洛娜说了一些很歹毒的话。第二天，乔治夫妇来到洛娜上班的地方，约她一起吃午饭。夫妇俩希望洛娜带吉米回蒙大拿，但洛娜担心唐尼会做出格的事情，拿不定主意，夫妇俩则说服她趁唐尼睡觉溜出去。
当天晚上，布兰琪带着唐尼、比尔、马尔文、埃尔顿四个儿子闯进夫妇俩在汽车旅馆租住的客房。面对布兰琪一伙人的威胁，玛格丽特说唐尼经常家暴洛娜和吉米。布兰琪问唐尼这些事是不是真的，没等他回应就扇了他一巴掌，玛格丽特见状质问他把洛娜打得多严重。布兰琪命令唐尼去打玛格丽特，乔治见状立刻抄起枪对准他们。结果夫妇俩难敌对方，布兰琪命令唐尼用斧头砍断乔治的手指。夫妇俩之后离开客房，玛格丽特带乔治去医院。警察找到夫妇俩，说他已经找唐尼问过话，从中认为是乔治攻击在先，因为乔治和玛格丽特计划绑架吉米。警察要求夫妇俩离开城镇，因为吉米已经是唐尼的孩子里。
灰心丧气之下，夫妇俩踏上返程之旅。乔治身体虚弱，不能走下去；彼得再次出现，再次给夫妇俩提供休息场所。彼得跟玛格丽特聊起了自己的经历，说以前有一群人扫荡了他的村里，带走了村里的孩子，“想把印第安人赶尽杀绝”。后来他回来见祖母，发现村里人已经不太认识彼此。玛格丽特觉得自己必须和家人待在一起，于是问乔治能不能搬到临近吉米的地方居住，乔治说自己已经无能为力了。玛格丽特非常崩溃，对詹姆斯及吉米的失去痛心不已。
到了晚上，乔治带着彼得的霰弹枪溜出去，来到唐尼他们家。乔治朝唐尼家放火，吸引其他人注意，之后趁机来到唐尼和洛娜的房间，用枪指着唐尼，让洛娜离开。与此同时，玛格丽特觉察到乔治出去，于是带着彼得跑去找他。乔治把唐尼打昏过去，以此警告其他人。布兰琪醒来的时候，发现乔治跟比尔打架，洛娜则从楼梯上滚了下来。乔治正要带走吉米的时候，布兰琪用手枪指着乔治，结果擦枪走火，当场打死了比尔。乔治从阳台把吉米扔给洛娜，洛娜刚接过去，布兰琪就开枪打中乔治的胸部。
马文和埃尔顿跑上楼伸出援手的时候，乔治卯足力气跟布兰琪抢枪，布兰琪失手打死了两个儿子。和彼得在屋外找到洛娜和吉米之后，玛格丽特冲进屋找乔治，结果被布兰琪逼进墙角，乔治再度中枪，最终死亡。玛格丽特一气之下朝起霰弹枪，打死了布兰琪。之后彼得带着玛格丽特离开熊熊大火中的屋子。
此时天刚蒙蒙亮，玛格丽特与彼得分别，之后带着洛娜和吉米开车回家。想到不幸陨命的乔治，玛格丽特泪流满面。不过她后看了一下吉米，也有了一点欣慰。

## 阵容
- 黛安·蓮恩 饰 玛格丽特·布莱克利奇（Margaret Blackledge）
- 凯文·科斯特纳 饰 乔治·布莱克利奇（George Blackledge）
- 凯莉·卡特（英语：Kayli Carter） 饰 洛娜（Lorna）
- 莱恩·布鲁斯（Ryan Bruce）饰 詹姆斯（James）
- 奥托和布拉姆·霍农（Otto and Bram Hornung）饰 吉米（Jimmy）
- 莱斯莉·曼维尔 饰 布兰奇·韦伯（Blanche Weboy）
- 威尔·布里顿（英语：Will Brittain） 饰 唐尼·韦伯（Donnie Weboy）
- 杰弗里·多诺万 饰 比尔·韦伯（Bill Weboy）
- 威尔·霍克曼 饰 塔克（Tucker）
- 康纳·麦凯（Connor Mackay）饰 埃尔顿·韦伯（Elton Weboy）
- 亚当·斯塔福德（英语：Adam Stafford） 饰 马尔文·韦伯（Marvin Weboy）
- 布布·斯图尔特（英语：Booboo Stewart） 饰 彼得·德拉斯沃尔夫（Peter Dragswolf）
- 格雷格·劳森（Greg Lawson）饰 格拉德斯通警长
- 布拉德利·史崔克（英语：Bradley Stryker） 饰 内维尔森警长（Sheriff Nevelson）

## 制作
影片于2019年2月公开，由托马斯·贝鲁佐导演、编剧，改编自拉里·沃森的小说，凯文·科斯特纳和黛安·蓮恩主演。贝鲁佐与保拉·马祖尔、米切尔·卡普兰担任制片人。
摄制工作于2019年4月在加拿大卡尔加里启动，莱斯莉·曼维尔、凯莉·卡特、威尔·布里顿和杰弗里·多诺万加盟。同年5月，布布·斯图尔特宣布加盟。5月17日，影片杀青。

## 发行

### 剧院
影片于2020年11月6日上映，由焦点影业发行。原定于2020年8月21日上映，因2019冠状病毒病疫情推迟。

### 家用媒体
影片于2021年1月19日登陆数字平台，蓝光光碟及DVD同日由环球影业家庭娱乐发行。2021年7月3日，影片上架HBO和HBO Max。

## 迴响

### 票房
影片北美地区票房达940万美元，海外票房260万美元，全球票房共计1160萬美元。
开画首日登陆2454家影院，收获150万美元（含周四点映场15万美元）。凭借400万美元的票房，影片空降票房榜榜首，是焦点影业第二部空降榜首的作品（第一部是上周上映的《来玩》）。66%的观众在35岁以上，52%的观众是女性。次周180万美元，落后于新上映的《換人殺砍砍》。第三周71万。第四周周末45.3万美元，若把感恩节五天假期算在内，总票房为67万美元。同一星期的周末，影片上线隨選視訊平台，成为FandangoNow和Apple TV租借人数最多的影片，同时位列Google Play租借榜第六。第五周票房208,610美元，位列Spectrum租借榜第一名、FandangoNow第二名、Google Play第九名。

### 专业评价
汇总媒体烂番茄根据192条评论打出84%的新鲜度，平均分7/10。网站共识写道：“《让他走》融合了成人题材剧情片及复仇题材惊悚片这两种反差巨大的题材，在资深演员阵容的强大加持下显得流畅。”Metacritic根据36条评论打出63/100的加权平均分，表示“普遍好评”。影院评分观众票选得分“B−”（评级从A+到F），PostTrak观众评分82%，推荐度50%。
《综艺》的欧文·格莱伯曼赞赏科特斯纳和莲恩的演绎，认为两人“在一部融合悬疑与真实情感的类型电影中全力以赴”。《环球邮报》专栏作家巴瑞·赫兹（Barry Hertz）打出3/4星，认为影片是一部“精心制作的惊悚片，目标群体仅限于50岁以上喜欢的观众，因为他们喜欢晚年题材加一点暴力元素的剧情片。”尽管如此，影片还是吸引到喜欢尘土飞扬、鲜血淋漓场面的观众。